# سكيكيمة (أولاد احديدان)
سكيكيمة هو دُوَّار يقع بجماعة بني سمير، إقليم خريبكة، جهة بني ملال خنيفرة في المملكة المغربية. ينتمي الدوّار لمشيخة أولاد احديدان التي تضم 7 دواوير. يقدر عدد سكانه بـ 813 نسمة حسب الإحصاء الرسمي للسكان والسكنى لسنة 2004.

## روابط خارجية
- البوابة الوطنية للجماعات الترابية نسخة محفوظة 12 مارس 2018 على موقع واي باك مشين.
- المندوبية السامية للتخطيط